# 蒙莫朗西縣 (密歇根州)
蒙莫朗西县（英語：Montmorency County）是美國密西根州下半島北部的一個縣。面積1,457平方公里。根據美國2000年人口普查，共有人口10,315人。縣治亞特蘭大。
成立於1840年4月1日，原名Cheonoquet縣，1843年3月8日改名，縣政府成立於1881年5月21日。縣名可能紀念魁北克大主教區首任天主教主教弗朗索瓦·德·拉瓦爾-蒙莫朗西或拉格朗日總督亨利二世·德·蒙莫朗西。。